# マルセル・プールベ
マルセル・プールベ（Marcel Pourbaix、1904年9月16日 - 1998年9月28日）は、ロシア生まれのベルギーの電気化学者である。

## 来歴
1904年にロシア帝国の Myshega で生まれた。ブリュッセル大学で腐食を研究し、そこで最も大きな業績を残した。彼の大きな業績は、電位-pH図の作成である。電位-pH図は、彼の貢献を称えてプールベダイアグラムとも呼ばれている。電位-pH図は、ネルンストの式を使用して構築される、熱力学的反応傾向を示す図であり、反応体系の関係を線で区切ることによって視覚的に理解出来、相図のように読むことが出来る図である。
1963年、プールベは Atlas of Electrochemical Equilibria を執筆した。それは、当時知られていた全ての元素についての電位-pH図だった。プールベと彼の共同執筆者は、1950年代初期からこの準備を始めていた。1975年オーリン・パラジウム賞受賞。
また、プールベは科学者であるだけでなく、ピアニストだった。彼は1998年9月28日にベルギーのユクルにある自宅で死んだ。94歳だった。

## 業績
- M.Pourbaix, Atlas of Electrochemical Equilibria in Aqueous Solutions, NACE, Houston (1966)

プールベが書いた、電位-pH図の集大成。有名な本。